# Saint Peter Port
Saint Peter Port (Guernesiaans: St Pierre Port) is de hoofdstad van het eiland Guernsey.
Het ligt aan de oostkant van het eiland en heeft zo'n 16.000 inwoners.

## Bezienswaardigheden
- De haven.
- Cornet Castle, een fort dat sinds de 13e eeuw wordt gebruikt om de ingang van de haven te bewaken.
- The Royal Court House, waar de overheid van het eiland zetelt.
- Hauteville House, het huis waar Victor Hugo woonde tijdens zijn ballingschap.
- Elizabeth College, de openbare school. Het is een opvallend gebouw, waar volgens een verhaal een spook ronddwaalt .
- Victoria toren, gebouwd ter ere van een bezoek van koningin Victoria.
- Liberation monument, een granieten monoliet die in 1995 werd opgericht om de bevrijding van Guernsey na de Tweede Wereldoorlog te gedenken.
- Albion House, volgens het Guinness Book of Records is dit de kroeg die het dichtst bij een kerk staat in het hele Verenigd Koninkrijk. Men kan er ook blijven slapen.
- Priaulx Library.
- De Town Church, een kerk in het centrum.
- Nog zes andere kerken.
- Een standbeeld van Victor Hugo en een van koningin Victoria.

## Geboren
- Cyril Deverell (1874-1947), maarschalk
- Matthew Paul Le Tissier (14 oktober 1968), voetballer

## Galerij

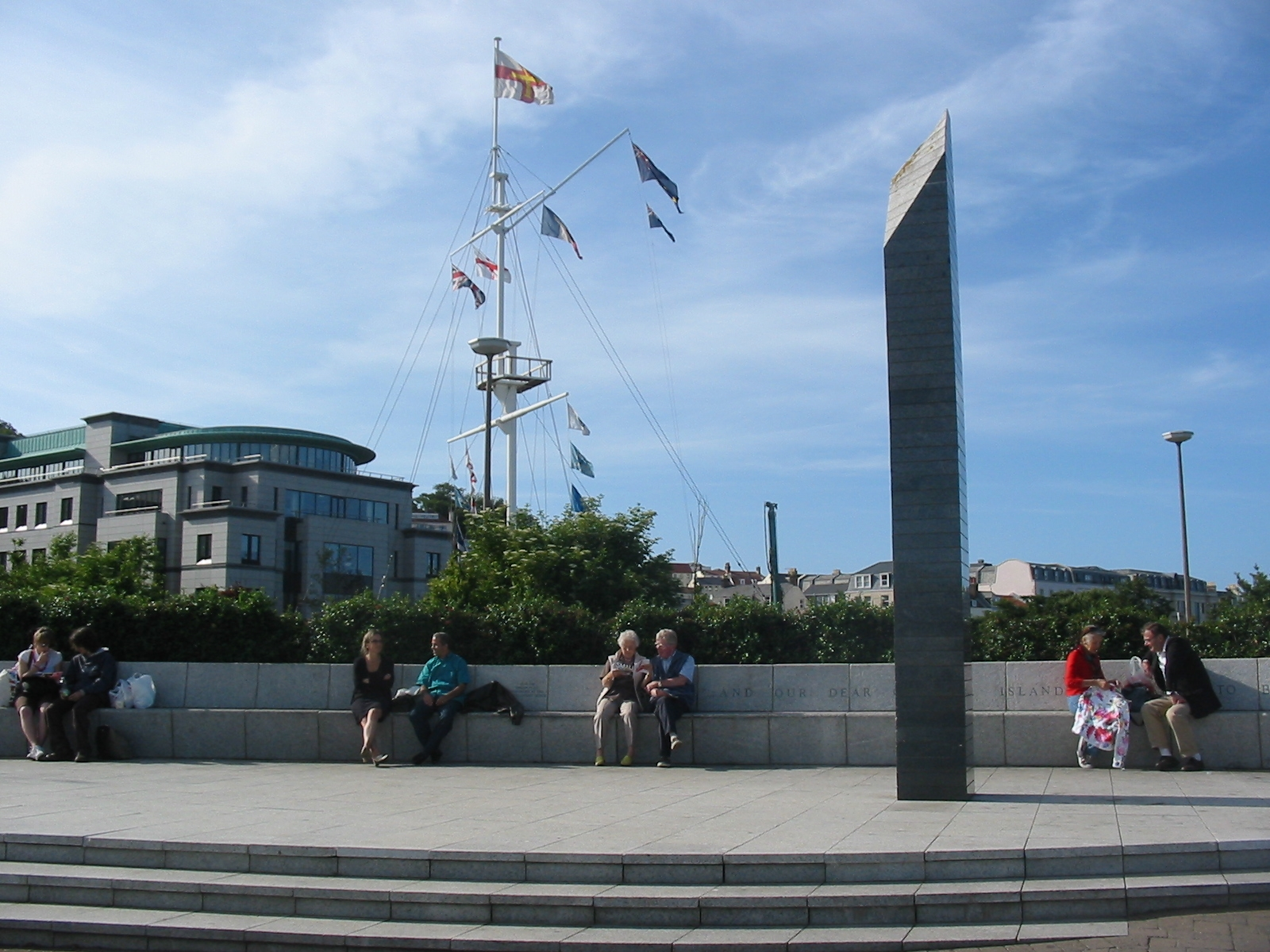
Bevrijdingsmonument
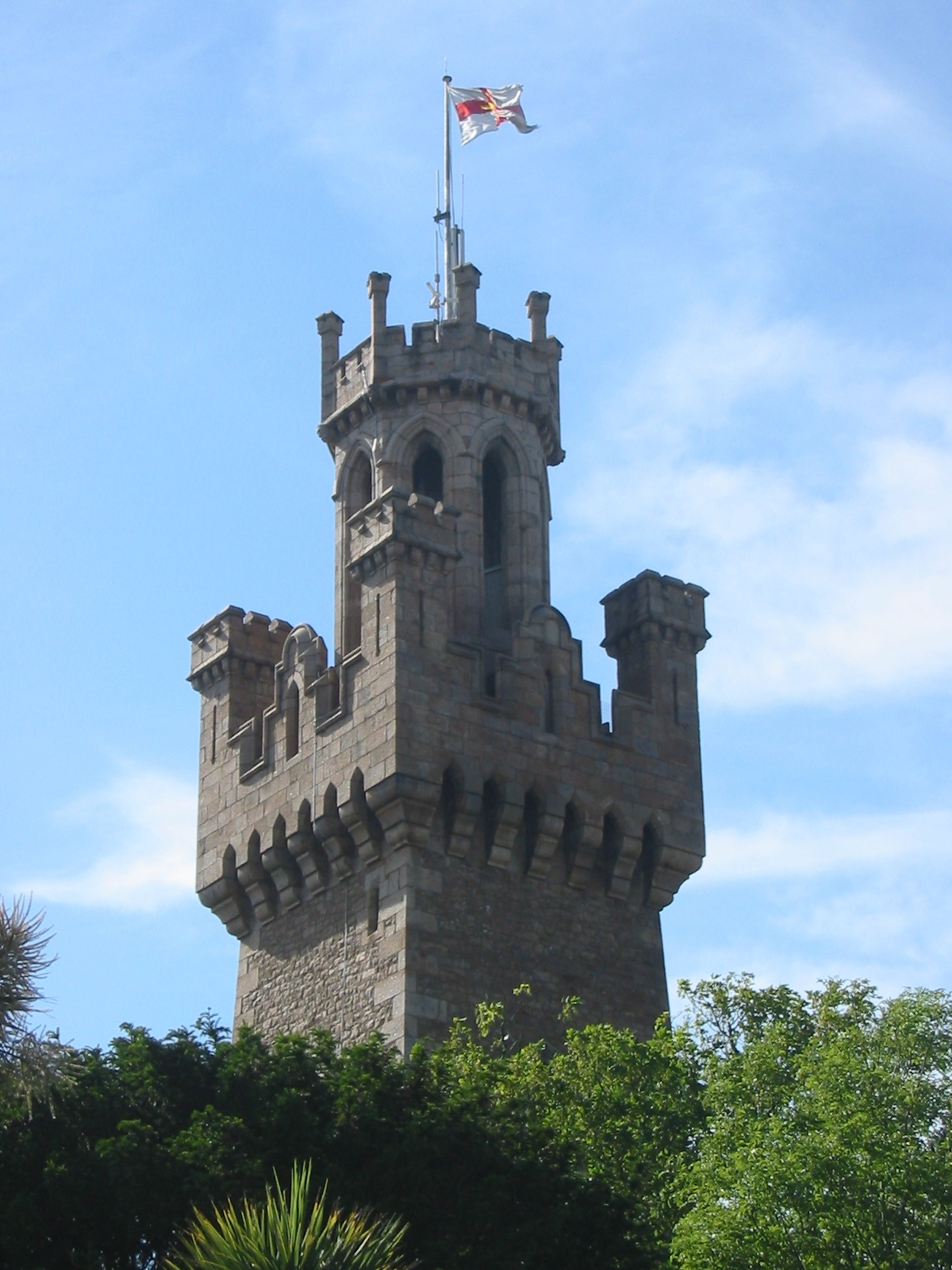
Victoria Toren
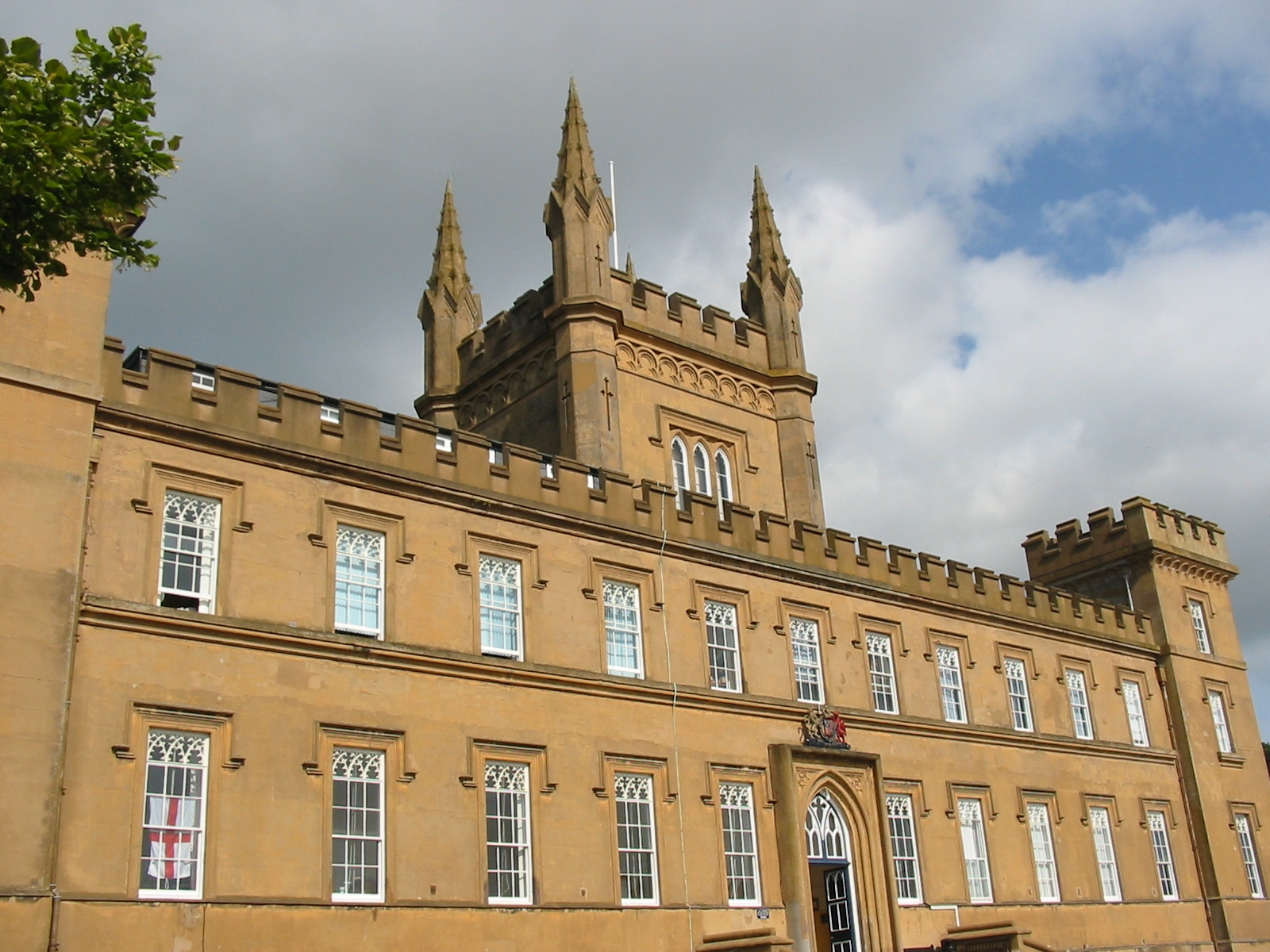
Elizabeth College
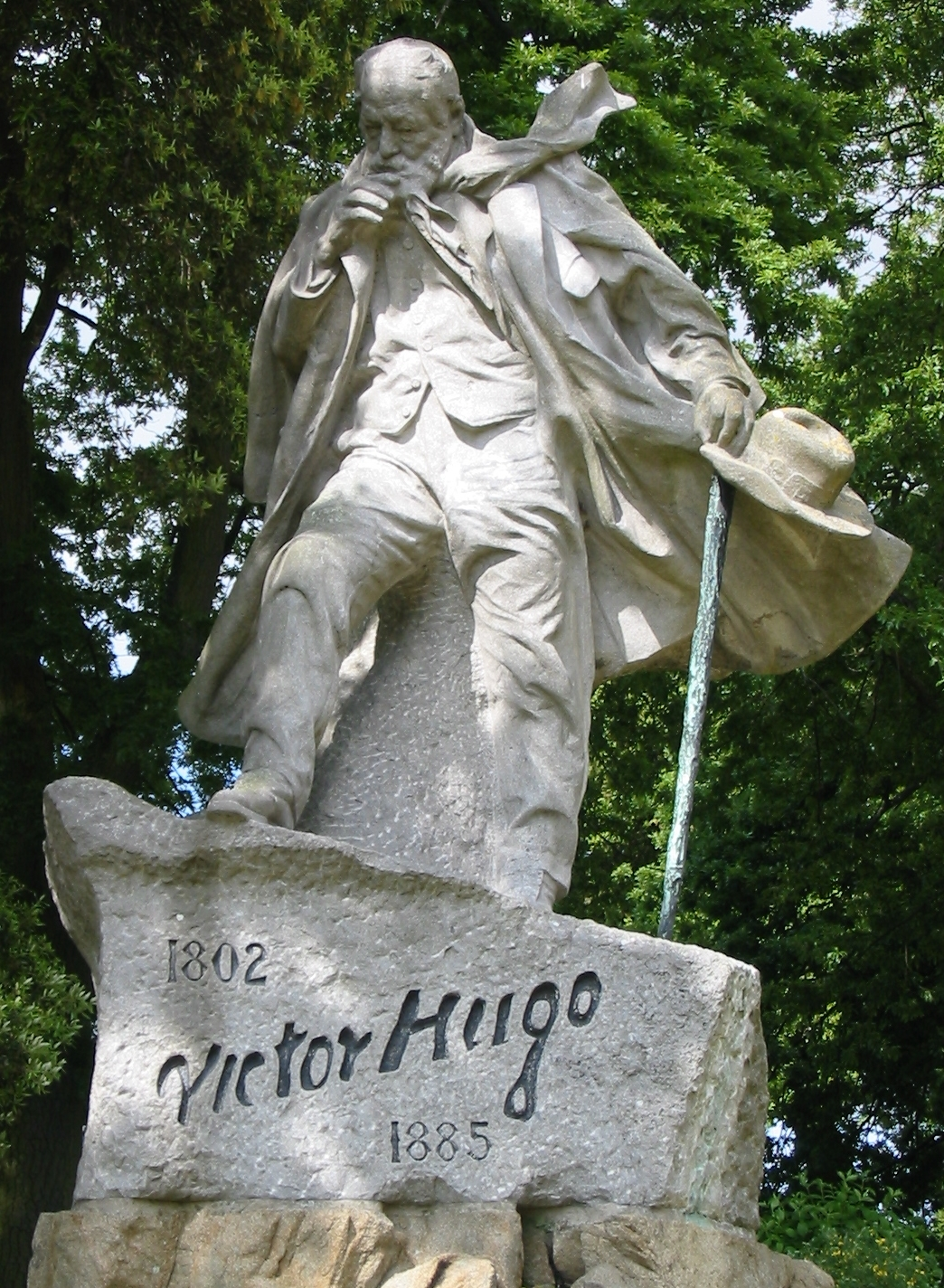
Standbeeld van Victor Hugo
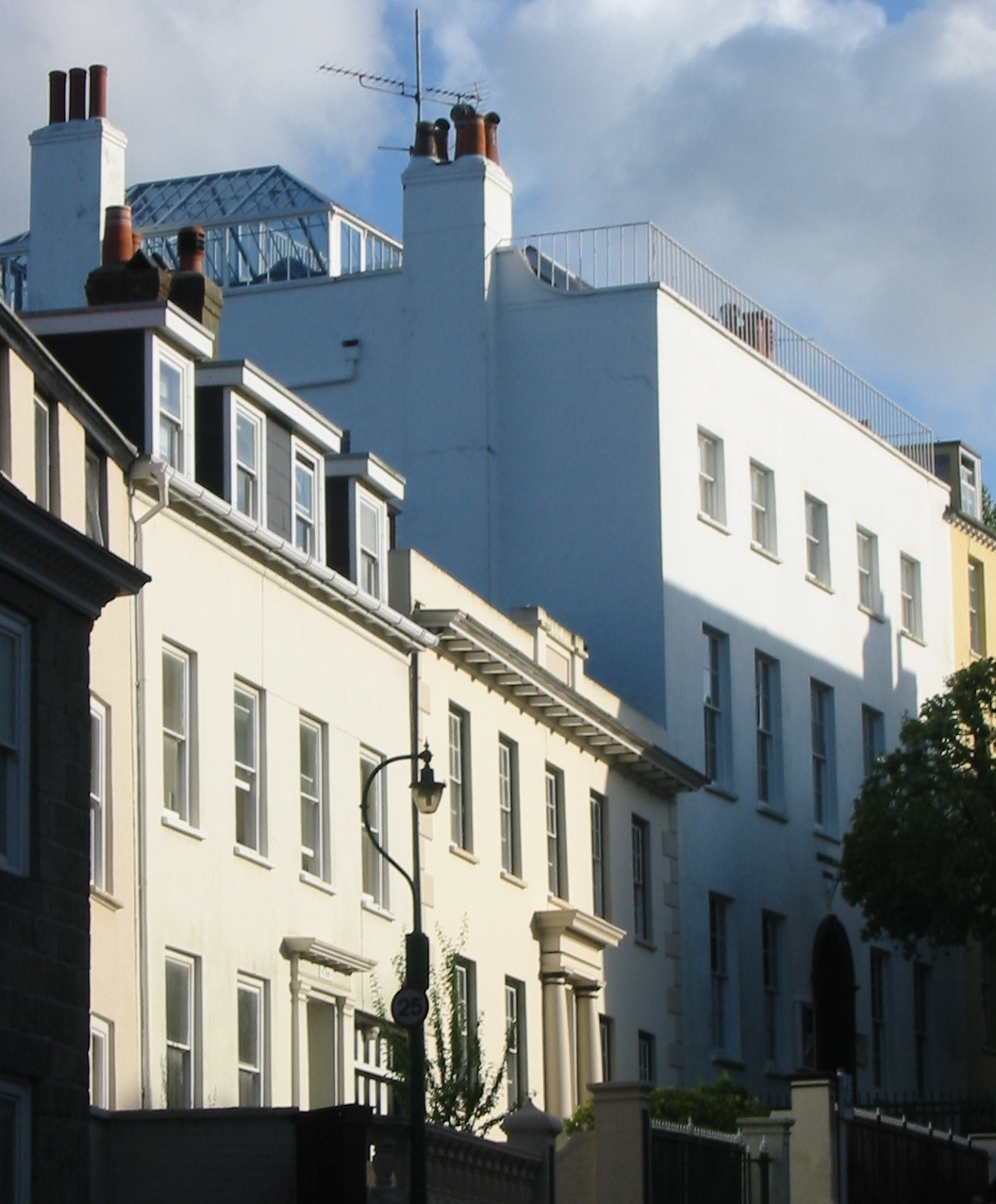
Het huis van Victor Hugo

Castel · Forest · Saint Andrew · Saint Martin · Saint Peter Port · Saint Pierre du Bois · Saint Sampson · Saint Saviour · Torteval · Vale

Afhankelijkheden: Alderney · Sark